# Teupasenti (ort)
Teupasenti är en ort i Honduras.   Den ligger i departementet El Paraíso, i den centrala delen av landet, 60 km öster om huvudstaden Tegucigalpa. Teupasenti ligger 773 meter över havet och antalet invånare är 4 207.
Terrängen runt Teupasenti är kuperad. Runt Teupasenti är det ganska glesbefolkat, med 40 invånare per kvadratkilometer. Teupasenti är det största samhället i trakten. 